# Oak Park (línea Azul)
Oak Park es una estación en la línea Azul del Metro de Chicago. La estación se encuentra localizada en 950 South Oak Park Avenue en Oak Park, Illinois. La estación Oak Park fue inaugurada el 20 de marzo de 1960.  La Autoridad de Tránsito de Chicago es la encargada por el mantenimiento y administración de la estación. La estación está localizada justo a lo largo del Dwight D. Eisenhower Expressway entre la Avenida South Oak Park y la Avenida South East.

## Descripción
La estación Oak Park cuenta con 1 plataforma central y 2 vías. 

## Conexiones
La estación es abastecida por las siguientes conexiones: 
- Rutas del Pace: #311 Oak Park Avenue